# 인질 (2021년 영화)
《인질》은 2021년에 개봉한 대한민국의 범죄 스릴러 영화이다. 필감성 감독이 연출했고, 황정민이 주연으로 출연한다. 2015년 공개된 중국 영화 《세이빙 미스터 우》의 리메이크 작품이다.

이 작품은 선역으로 나오는 최기완 일당한테 붙잡힌 영화배우 남자 주인공인 황정민 역, 이유미가 최기완 일당한테 붙잡힌 메인 여자 주인공인 반소연 역으로 출연한다. 그리고 범죄자 중 김재범이 크고 마른 인질범의 메인 빌런이자 만악의 근원이며 최종 보스 최기완 역, 류경수가 중간 보스 염동훈 역, 정재원이 어딘가에 황정민 팬 용태 역, 이규원이 수염이 자라고 덩치 크며 체포되다가 혀를 깨문 서브 빌런 고영록 역, 이호정이 동훈의 여친이자 최기완 일당 브레인의 서브 여자 주인공이자 메인 악녀 샛별 역으로 5인방으로 출연한다.
반소연 역의 이유미, 용태 역의 정재원, 샛별 역의 이호정은 오프닝 후에 등장한다.

## 줄거리
최기완(김재범) - ''황정민 씨, 억울해요?'' (일본어: ファン・ジョンミンさん、悔しいですか？)
염동훈(류경수) - "이야~ 이 아저씨가 완전 재밌네. 어? 아직도 상황파악이 안돼? 이거 진짜야." (일본어: いや～このおじさんが完全面白いね。 え？ まだ状況把握できない？ これは本当です。)
용태(정재원) - ''움직이지 마. 팬한테 어떻게 이래?'' (일본어: 動かないでください。 ファンにどうやって？)
고영록(이규원) - ''카페사장 우리가 죽였다! 황정민도 납치했다!'' (일본어: カフェ社長私たちが殺した！ ファン・ジョンミンも拉致した！)
샛별(이호정) - ''너, 딱 걸렸어.'' (일본어: ちょっとかかりました。)
평소와 똑같던 어느 새벽, 서울 한복판에서 증거도, 목격자도 없이 대한민국 톱배우 '황정민'이 납치된다. 한 치 앞을 알 수 없는 상황 속 살기 위해 몸부림을 치는데...여기 나 말고도 다른 인질이 있다! 이대로 가만히 있을 수 없다. 황정민은 힘을 모아서 탈출을 시도하려 드는데...

## 캐스팅

### 주요 인물
| 연기자 | 배역   | 배역 설명                                                                                                   | 일본어 더빙       |
| ------ | ------ | --- | ----------------- |
| 황정민 | 황정민 | 본작의 메인 남주인공                                                                                        | 호리우치 켄유     |
| 김재범 | 최기완 | 본작의 인질범으로 만들어낸 인간 쓰레기. 이 영화의 만악의 근원이자 메인 빌런이며 최종 보스. 크고 마른 인질범 | 야마모토 카네히라 |
| 이유미 | 반소연 | 본작의 메인 여주인공. 최기완 일당에게 붙잡힌 여성                                                           | 구보 유리카       |
| 류경수 | 염동훈 | 본작의 중간 보스. 빡빡머리를 민 최기완 일당이자, 샛별의 오빠                                                | 후지타 미키히코   |
| 정재원 | 용태   | 본작의 서브 남주인공. 어딘가 모자라보이는 최기완 일당, 황정민의 팬                                          | ?                 |
| 이규원 | 고영록 | 본작의 서브 빌런이자 중간 보스. 수염이 덥수룩하고 덩치 큰 최기완 일당. 기완이 시킨 남자                     | ?                 |
| 이호정 | 샛별   | 본작의 서브 여주인공이자 악녀. 단발머리의 최기완 일당 브레인. 동훈의 여친                                   | ?                 |

### 조연
- 신현종: 곽철순 팀장 역 - 서울지방경찰청 광역수사대 1계 팀장
- 백주희: 오 형사 역 - 서울지방경찰청 광역수사대 1계 여형사.
- 한규원: 장준혁 형사 역 - 서울지방경찰청 광역수사대 1계 형사.
- 지남혁: 구 형사 역 - 서울지방경찰청 광역수사대 1계 형사.
- 김재철: 이 형사 역 - 경기평택서부경찰서 형사.

### 특별출연
- 박성웅: 본인 역

### 우정출연
- 박경림
- 류승범
- 유해진
- 이성민
- 전도연
- 주지훈

### 단역
- 강덕중: 정다운 역 - 편의점 알바생.
- 김주희: 카페사장 역
- 허남준: 본인 역 - 2년 후 연쇄살인범 신인배우.

## 일본판 성우진
- 호리우치 켄유 : 황정민(황정민)
- 야마모토 카네히라 : 최기완(김재범)
- 구보 유리카 : 반소연(이유미)
- 후지타 미키히코 : 염동훈(류경수)
- ? : 용태(정재원)
- ? : 고영록(이규원)
- ? : 샛별(이호정)
- ? : 곽 팀장(신현종)
- ? : 오 형사(백주희)
- ? : 장 형사(한규원)
- ? : 구 형사(지남혁)
- ? : 이 형사(김재철)

## 참고 사항
- 본편에서 나오지 못한 배우들은 박경림, 류승범, 유해진, 이성민, 전도연, 주지훈이 전부이다.
- 2년 후에 있었던 황정민 납치사건은 실화를 바탕으로 한 영화로 박성웅과 허남준이 출연해서 만들기 시작한다.
- 황정민과 박성웅은 영화 《신세계》이후 8년만에 《남자가 사랑할 때》이후로 7년만에 《검사외전》이후로 5년만에 재회한다.
- 류경수와 이호정은 영화 《청년경찰》 이후로 4년만에 재회한다.
- 류경수와 한규원은 tvN 주말드라마 《자백》 이후로 2년만에 재회한다.
- 이규원과 한규원은 드라마 《킹덤: 아신전》 이후로 2개월만에 재회한다.